# Шапон, Леон-Луи
Леон-Луи Шапон (5 марта 1836, Париж — 1918) — французский гравёр по дереву.
Был учеником Ф.-О. Тришона в 1851 году, в 1853—1855 году учился в Парижском училище изящных искусств. С 1856 по 1876 год сотрудничал в большом количестве парижских журналов, а также иллюстрировал репродукциями гравюр книги многих известных писателей. Шапон много трудился для известного издания Ш. Блана, «Histoire des peintres de toutes les écoles». Совершив поездку в Рим, он изучал там произведения Микеланджело и потом исполнил большую политипажную гравюру с его «Страшного Суда», получившую в 1866 году медаль на художественной выставке в Париже. В 1859 году он также руководил изготовлением театральных декораций для сезона этого года. Шапон также получил целый ряд наград за свои работы на иностранных выставках: в Вене (1873), Лондоне (1874), Мельбурне (1888) и так далее. В 1864 году он был назначен профессором гравюры по дереву училища изящных искусств в Нёйи.
В своих высоко оценённых современниками ксилографиях он, по мнению критиков, переходил за границы доступного для работ этого рода и, приближаясь к манере гравирования на меди штрихами, отлично передавал не только рисунок, но и живопись воспроизводимых оригиналов.